# Liste der Kulturgüter in Klingnau
Die Liste der Kulturgüter in Klingnau enthält alle Objekte in der Gemeinde Klingnau im Kanton Aargau, die gemäss der Haager Konvention zum Schutz von Kulturgut bei bewaffneten Konflikten, dem Bundesgesetz vom 20. Juni 2014 über den Schutz der Kulturgüter bei bewaffneten Konflikten sowie der Verordnung vom 29. Oktober 2014 über den Schutz der Kulturgüter bei bewaffneten Konflikten unter Schutz stehen.
Objekte der Kategorien A und B sind vollständig in der Liste enthalten, Objekte der Kategorie C fehlen zurzeit (Stand: 1. Januar 2023).

## Kulturgüter
| Foto | | Objekt                                                                                                 | Kat. | Typ | Standort                           | Beschreibung |
| ---- | --- | --- | ---- | --- | ---------------------------------- | ------------ |
| ja   | Datei hochladen · Wikidata zu Ehemalige Propstei des Klosters St. Blasien (Q15841086)                                        | Ehemalige Propstei des Klosters St. Blasien mit St. Blasierhaus und ehemaligem Torbogen KGS-Nr.: 00140 | A    | G   | Propsteistrasse 1 660999 / 270252  |              |
| ja   | Datei hochladen · Wikidata zu Schloss Klingnau (Q679553)                                                                     | Schloss Klingnau KGS-Nr.: 00141                                                                        | B    | G   | Dorfstrasse 1, 1.1 660919 / 270363 |              |
| BW   | Datei hochladen · Wikidata zu Ehemaliges Amtshaus (Q29576289)                                                                | Ehemaliges Amtshaus KGS-Nr.: 09482                                                                     | B    | G   | Sonnengasse 10 661118 / 270285     |              |
| BW   | Datei hochladen · Wikidata zu Wohnhaus (Q29576320)                                                                           | Wohnhaus KGS-Nr.: 15463                                                                                | B    | G   | Weierstrasse 40 661288 / 270147    |              |
| BW   | Datei hochladen · Wikidata zu Haus mit Hausportal (Q29576291)                                                                | Haus mit Portal KGS-Nr.: 15464                                                                         | B    | G   | Schattengasse 45 660951 / 270343   |              |
| BW   | Datei hochladen · Wikidata zu Wohnhaus (Q29576315)                                                                           | Wohnhaus KGS-Nr.: 15465                                                                                | B    | G   | Sonnengasse 8 661130 / 270282      |              |
| ja   | Datei hochladen · Wikidata zu Kaiserlicher Gottesacker (Q29576297)                                                           | Kaiserlicher Gottesacker KGS-Nr.: 15467                                                                | B    | G   | Steighäuli 660486 / 271371         |              |
| ja   | Datei hochladen · Wikidata zu Römisch-katholische Pfarrkirche (Q29576312)                                                    | Römisch-katholische Pfarrkirche KGS-Nr.: 15468                                                         | B    | G   | Sonnengasse 661042 / 270327        |              |
| BW   | Datei hochladen · Wikidata zu Unterer Stadtbrunnen (Q29576318)                                                               | Unterer Stadtbrunnen KGS-Nr.: 15471                                                                    | B    | K   | Kirchplatz 660987 / 270345         |              |
| BW   | Datei hochladen · Wikidata zu Oberer Stadtbrunnen (Q29576305)                                                                | Oberer Stadtbrunnen KGS-Nr.: 15472                                                                     | B    | K   | Sonnengasse 661082 / 270299        |              |
| BW   | Datei hochladen · Wikidata zu Reste Stadtmauer Klingnau (Q29576308)                                                          | Reste der Stadtmauer KGS-Nr.: 15473                                                                    | B    | G   | Johannitergasse 661172 / 270195    |              |
| BW   | Datei hochladen · Wikidata zu Blitzberg; Wallanlage, spätbronzezeitliche Fundstelle sowie neuzeitliche Hochwacht (Q29576284) | Blitzberg (Wallanlage, Hochwacht, spätbronzezeitliche Fundstelle) KGS-Nr.: 15474                       | B    | F   | 662101 / 270240                    |              |
| BW   | Datei hochladen · Wikidata zu Loretokapelle (Q29576299)                                                                      | Loretokapelle KGS-Nr.: 15475                                                                           | B    | G   | Achenberg 322.9 662887 / 270803    |              |